# Partido Patriótico Arubano
Partido Patriótico Arubano er et politisk parti i Aruba. Partiet havde fra 2001 til 2005 2 sæder i parlamentet, men ved parlamentsvalget i 2005 fik partiet kun 2% af stemmerne og derfor ingen af de 21 sæder i parlamentet.
| Politisk parti | Spire Denne artikel om et politisk parti eller gruppe er en spire som bør udbygges. Du er velkommen til at hjælpe Wikipedia ved at udvide den. |